# Ján Počiatek
Ján Počiatek (ur. 16 września 1970 w Bratysławie) – słowacki przedsiębiorca i polityk, w latach 2006–2010 minister finansów, od 2012 do 2016 minister transportu, robót publicznych i rozwoju regionalnego.

## Życiorys
W 1994 ukończył studia w Słowackim Uniwersytecie Technicznym, następnie zaś na Uniwersytecie Ekonomicznym w Bratysławie (1995). Po ukończeniu edukacji pracował jako przedsiębiorca. Od 1997 związany ze spółką Telenor Slovakia, pełnił funkcję jej dyrektora. Został także współwłaścicielem przedsiębiorstwa z branży restauracyjnej.
4 lipca 2006 objął stanowisko ministra finansów w rządzie Roberta Ficy. Funkcję tę pełnił do 9 lipca 2010. W wyborach w 2010 uzyskał mandat posła do Rady Narodowej, a dwa lata później z powodzeniem ubiegał się o reelekcję. 4 kwietnia 2012 w drugim gabinecie Roberta Ficy objął urząd ministra transportu, robót publicznych i rozwoju regionalnego. W 2016 ponownie wybrany do Rady Narodowej, 23 marca tegoż roku zakończył urzędowanie na funkcji ministra.